# Halle aux grains d'Aire-sur-l'Adour
Pour les articles homonymes, voir Halle aux grains.
La halle aux grains se situe sur la commune française d'Aire-sur-l'Adour, dans le département français des Landes. Construite de 1855 à 1860, elle est inscrite aux monuments historiques par arrêté du 29 octobre 1975.

## Présentation
De forme octogonale, elle présente de grandes arches de pierre.

## Galerie

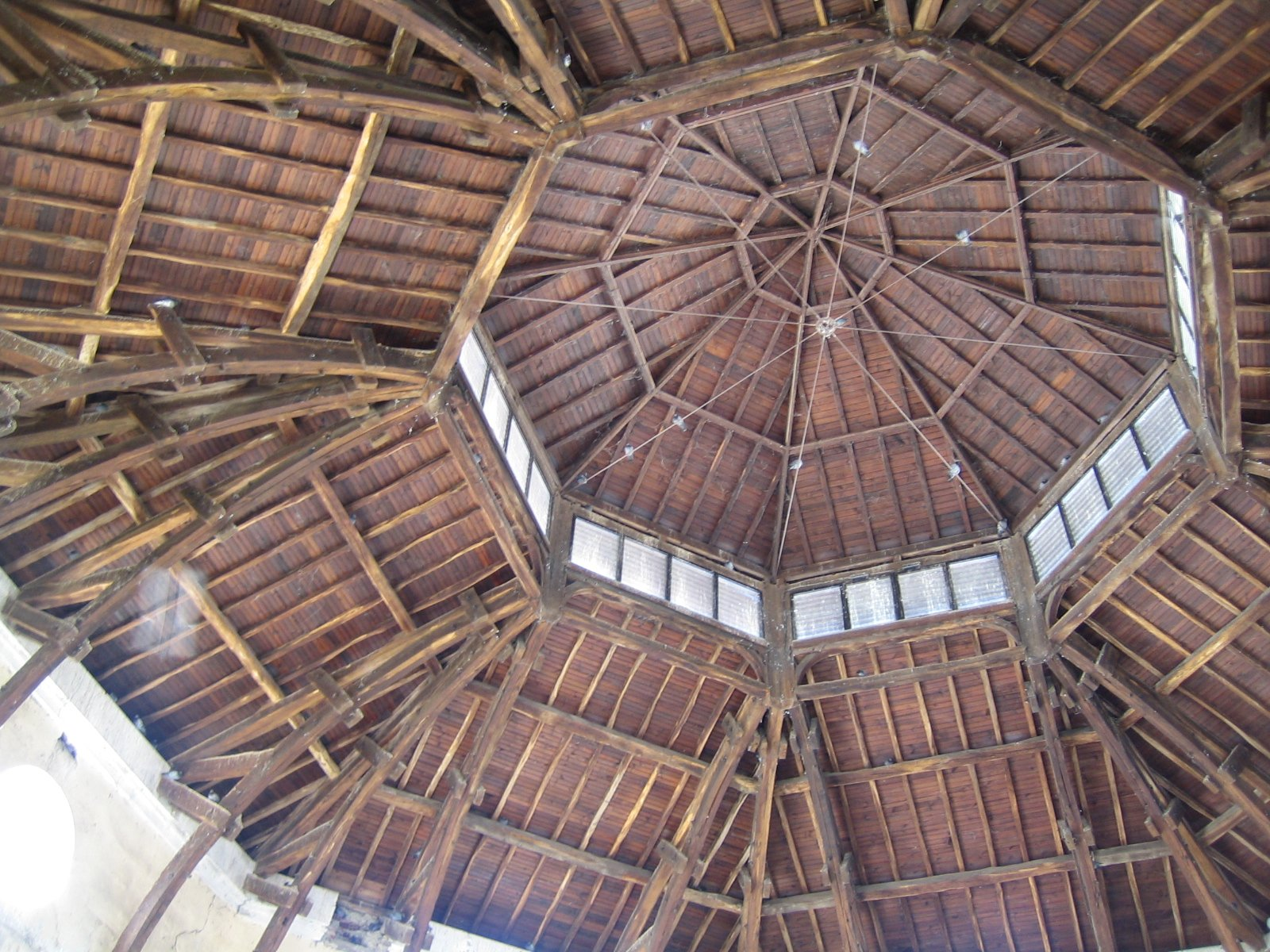
La charpente.